# Bundesmarktverband der Fischwirtschaft
Der Bundesmarktverband der Fischwirtschaft e. V. (BMV) ist der Dachverband der fischwirtschaftlichen Verbände in Deutschland. Mitglieder des Wirtschaftsverbandes sind die in Deutschland ansässigen Branchenverbände der Fischwirtschaft.  

## Geschichte
Der Verband wurde am 20. Mai 1954 in Bremen gegründet. Unter dem Vorsitzenden Herbert Fornell erhielt der Bundesmarktverband seine förmliche Anerkennung im Rahmen des Fischgesetzes vom 31. August 1955. Der Verband war in seiner bisherigen Existenz einem Wechselbad der fischwirtschaftlichen Meinungstrends ausgesetzt gewesen. Über die Jahre hat sich der Verband jedoch den wechselnden Aufgaben und Themen gestellt. Bis heute haben sich dabei zwei Funktionen als dauerhaft erwiesen: Für die Fischwirtschaft ist der Verband zentraler Ansprechpartner für Ministerien und Behörden zur Beantwortung branchenübergreifender Fragen zur Fischwirtschaft. Neben der Funktion als „Anlaufstelle Nr. 1 in Sachen Fischwirtschaft“ bietet der Bundesmarktverband seinen Mitgliedern wertvolle Serviceleistungen durch Rundschreiben und die Organisation von Veranstaltungen. 

## Zweck
Vereinszweck ist, die ideellen und wirtschaftlichen Interessen der deutschen Fischwirtschaft untereinander abzustimmen, zu wahren und zu fördern. Er berät die Bundesministerin für Verbraucherschutz, Ernährung und Landwirtschaft sowie die Behörden der EU. Weitere Aufgaben sind die Förderung der Qualität der von den Unternehmen gehandelten  Fische, Krebse und Weichtieren und daraus hergestellten Nahrungsmittel sowie des lauteren Wettbewerbs innerhalb der Fischwirtschaft, Marktbeobachtung, Marktberichterstattung und Statistik. Weiterhin unterhält der Verband Kontakte zu den Medien.
Im Rahmen des Fischetikettierungsgesetzes vom 1. August 2002 kommt dem Verband als Anhörungsgremium eine wichtige Bedeutung zu. Ferner wird der Bundesmarktverband oft von Vertretern der Presse kontaktiert, um wirtschaftspolitische Informationen über den Sektor „Fischwirtschaft“ in Deutschland zu erhalten.
Der Verband ist Organisator des „Forums für nachhaltige Fischerei und Aquakultur“, das einmal im Jahr in Hamburg durchgeführt wird.

## Mitglieder
Die Mitgliedschaft steht jedem Wirtschaftsverband der Fischwirtschaft offen. Folgende Verbände sind Mitglied:
- Bundesverband der deutschen Fischindustrie und des Fischgroßhandels e. V.
- Bundesverband des mobilen Fischfeinkosthandels e. V.
- Bundesverband Deutscher Schausteller u. Marktkaufleute e. V. (BSM)
- Deutscher Fischerei-Verband e. V. (Verband der dt. Kutter- und Küstenfischer e. V.)
- Deutscher Hochseefischerei-Verband e. V.
- Deutscher Seafood Verband e. V.
- Qualitätsgemeinschaft Fisch und Fischprodukte e. V.